# Станковая живопись
Станко́вая жи́вопись — одна из разновидностей искусства живописи, произведения которой имеют самостоятельное значение и воспринимаются независимо от окружающей среды. Буквально — живопись, созданная на станке (мольберте). Является частью более широкого понятия: станковое искусство.

## Характеристика
Произведение станковой живописи — картина — создаётся на нестационарной (в отличие от монументальной живописи) и неутилитарной (в отличие от декоративной росписи) основе — холсте, картоне, доске, бумаге, шёлке — и предполагает самостоятельное и не обусловленное окружением восприятие.
Основные материалы станковой живописи — масляные, темперные и акварельные краски, гуашь, пастель, акрил. В культуре стран Дальнего Востока получила преимущественное распространение живопись тушью (в основном — монохромная), зачастую интегрирующая каллиграфию.
Особое место занимает акварель — техника изображения и разновидность изобразительного искусства, занимающая переходное положение между живописью и графикой. Переходное положение занимают многие техники печатной графики, например монотипия — разновидность графического искусства, не являющегося гравюрой. Изображение в этой технике наносится художником кистью масляной или типографской краской, подобно живописи, на плоскую металлическую пластину, с которой производится печать (с такой пластины можно получить только один качественный отпечаток).
Европейская картина является классическим примером станкового искусства; изображение, как правило, отделяется от окружающей среды рамой или паспарту. Восточная традиция не знает разделения на станковое и декоративное искусство, а предполагает живопись на листе бумаги или на свитке, а также роспись ширмы, веера и других предметов. Станковую картину также следует отличать от иконописи, мозаики, фрески, алтарных преград, иконостасов и алтарей.
Станковое искусство — один из основных видов изобразительного искусства, в котором существует наиболее развитая и исторически подвижная морфологическая система: подразделение на разновидности, жанры, исторические и историко-региональные стили и художественные школы.
Обучение станковой живописи ведётся в художественных школах и студиях, в средних художественных училищах и художественных институтах, крупнейшими из которых в России являются институт имени И. Е. Репина в Петербурге и институт имени В. И. Сурикова в Москве.